# San Giorgio su Legnano
San Giorgio su Legnano es una localidad y comune italiana de la provincia de Milán, región de Lombardía, con 6.642 habitantes.

## Evolución demográfica
| Gráfica de evolución demográfica de San Giorgio su Legnano entre 1861 y 2001 |
|                                                                              |
| Fuente ISTAT - elaboración gráfica de Wikipedia                              |